# The Dunwich Horror (2009)
The Dunwich Horror (br.: Caçadas de bruxas) é um filme norte-americano de 2009 do gênero "Horror" produzido para a TV, escrito e dirigido por Leigh Scott. O diretor adaptou o conto de mesmo nome de H.P. Lovecraft, que já havia sido transposta para o cinema em 1970, a qual contou também em seu elenco com o ator Dean Stockwell, que participa dessa nova adaptação em um papel diferente.

## Elenco
- Griff Furst...Professor Walter Rice
- Sarah Lieving...Professora Fay Morgan
- Dean Stockwell...Dr. Henry Armitage
- Jeffrey Combs...Wilbur
- Natacha Itzel...Caitlin
- Lauren Michele...Lavina

## Sinopse
Na Nova Inglaterra, uma família de descendentes de antigos seguidores do culto de Cthulhu prepara rituais para que uma passagem mística seja aberta e com isso, poderosos seres maléficos possam retornar ao mundo e trazerem o apocalipse ao resto da humanidade. O ritual consiste em fazer com que uma das seguidoras dê a luz a um par de gêmeos. Os bebês que nascem são o aparentemente humano Wilbur e o monstruoso e faminto Yog Sothoth, um demônio com tentáculos que ao crescer, manterá o portal aberto para a passagem dos demais de sua espécie.
Dez anos depois do nascimento dos gêmeos, ao realizarem um exorcismo, o doutor Henry Armitage e sua assistente professora Fay Morgan, descobrem sobre o portal e percebem que devem agir rapidamente para impedirem o seu surgimento. Para isso, precisam encontrar o livro Necronomicon original, pois só ali acharão a página 751 que falta em todas as cópias conhecidas em mãos dos estudiosos. E para ajudar na busca do livro e traduzir a página desaparecida, pedem o auxílio ao cético professor Walter Rice, antigo amante de Fay.